# إيغور فيريرا ألفيس
إيغور فيريرا ألفيس (21 فبراير 1985 بساو باولو في البرازيل - ) هو لاعب كرة قدم برازيلي في مركز الدفاع.

## وصلات خارجية
- إيغور فيريرا ألفيس على موقع قاعدة بيانات كرة القدم.إي يو (الإنجليزية)
- إيغور فيريرا ألفيس على موقع Soccerway.com (الإنجليزية)